# Neuf-Berquin
Neuf-Berquin é uma comuna francesa na região administrativa de Altos da França, no departamento do Norte. Estende-se por uma área de 6.4 km². Em 2010 a comuna tinha 1 267 habitantes (densidade: 198 hab./km²).